# Hrvatski nogometni kup 2014-2015
La Hrvatski nogometni kup 2014./15. (coppa croata di calcio 2014-15) fu la ventiquattresima edizione della coppa nazionale croata, fu organizzata dalla Federazione calcistica della Croazia e fu disputata dal agosto 2014 al maggio 2015.
Il detentore era il Rijeka, che in questa edizione fu eliminato in semifinale
Il trofeo fu vinto dalla Dinamo Zagabria, al suo tredicesimo titolo nella competizione, la sua ventesima coppa nazionale contando anche le sette della Coppa di Jugoslavia.
Dato che la Dinamo vinse anche il campionato, il posto in UEFA Europa League 2015-2016 andò alla quarta classificata, la Lokomotiva Zagabria, dato che, da questa edizione, la UEFA decise di non dare più il posto nelle coppe europee alle finaliste sconfitte (in questo caso il RNK Spalato).

## Formula e partecipanti
Alla competizione parteciparono le migliori squadre delle divisioni superiori, con la formula dell'eliminazione diretta. I primi turni erano a gara singola, mentre quarti e semifinali erano ad andata e ritorno. Novità di questa edizione fu la finale in gara unica.
Al turno preliminare accedono le squadre provenienti dalle  Županijski kupovi (le coppe regionali): le 21 vincitrici più le finaliste delle 11 coppe col maggior numero di partecipanti.
Le prime 16 squadre del ranking quinquennale di coppa (63 punti alla vincitrice della coppa, 31 alla finalista, 15 alle semifinaliste, 7 a quelle che hanno raggiunto i quarti, 3 a quelle eliminate agli ottavi, 1 se eliminate ai sedicesimi) sono ammesse di diritto ai sedicesimi di finale.

### Ammesse di diritto ai sedicesimi di finale
Le prime 16 squadre (coi punti) del ranking 2008-2013 entrano di diritto nei sedicesimi della Coppa 2014-15 (il Karlovac non ha più una prima squadra):
- 1 Dinamo Zagabria (207)
- 2 Hajduk Spalato (137)
- 3 Cibalia (61)
- 4 Osijek (53)
- 5 Varaždin (53)
- 6 Slaven Belupo (47)
- 7 NK Zagabria (47)
- 8 Sebenico (37)
- 9 Lokomotiva Zagabria (32)
- 10 Rijeka (25)
- 11 Istria 1961 (21)
- 12 Pomorac (19)
- 13 Inter Zaprešić (13)
- 14 Karlovac (13)
- 15 Zagora Unešić (12)
- 16 Zara (11)
- 17 Vinogradar (10)

### Le finali regionali
Le Županijski kupovi (le coppe regionali) 2013-2014 hanno qualificato le 32 squadre (segnate in giallo) che partecipano al turno preliminare della Coppa di Croazia 2014-15. Si qualificano le 21 vincitrici più le finaliste delle 11 coppe col più alto numero di partecipanti.
| Zona                                    | Regione                       | Vincitore          | Finalista       | Risultato     |
| OVEST                                   |                               |                    |                 |               |
| --------------------------------------- | ----------------------------- | ------------------ | --------------- | ------------- |
| OVEST                                   | Regione istriana              | Novigrad           | Funtana         | 2–0           |
| OVEST                                   | Regione litoraneo-montana     | Opatija            | Grobničan Čavle | 1–1 (5-4 dtr) |
| OVEST                                   | Regione della Lika e di Segna | Croatia Lički Osik | Gospić 91       | 1–1 (6-5 dtr) |
| CENTRO                                  |                               |                    |                 |               |
| Città di Zagabria                       | Lučko                         | Ponikve            | 5–1             |               |
| Regione di Zagabria                     | Stupnik                       | Bistra             | 1–1 (6-5 dtr)   |               |
| Regione di Krapina e dello Zagorje      | Radoboj                       | Zagorec Krapina    | 0–0 (4-3 dtr)   |               |
| Regione di Karlovac                     | Ogulin                        | Karlovac 1919      | 1–0             |               |
| Regione di Sisak e della Moslavina      | Segesta                       | Lekenik            | 4–2             |               |
| NORD                                    |                               |                    |                 |               |
| Regione di Virovitica e della Podravina | Croatia Grabrovnica           | Suhopolje          | 1–0 e 3–1       |               |
| Regione di Koprivnica e Križevci        | Borac Imbriovec               | Podravac Virje     | 4–1             |               |
| Regione del Međimurje                   | Međimurje                     | Mladost Palinovec  | 3–2 e 2–0       |               |
| Regione di Varaždin                     | Podravina Ludbreg             | Plitvica Gojanec   | 3–1             |               |
| Regione di Bjelovar e della Bilogora    | Mladost Ždralovi              | Daruvar            | 4–2             |               |
| EST                                     |                               |                    |                 |               |
| Regione di Osijek e della Baranja       | BSK Bijelo Brdo               | Zrinski Jurjevac   | 1–0             |               |
| Regione di Vukovar e della Sirmia       | Mladost Antin                 | Vuteks Sloga       | ?               |               |
| Regione di Požega e della Slavonia      | Slavonija Požega              | Slavija Pleternica | 1–1 e 2–0       |               |
| Regione di Brod e della Posavina        | Oriolik Oriovac               | Mladost Cernik     | 1–0             |               |
| SUD                                     |                               |                    |                 |               |
| Regione zaratina                        | Primorac Biograd              | Polača             | 3–0             |               |
| Regione di Sebenico e Tenin             | Vodice                        | Janjevo Kistanje   | 7–1             |               |
| Regione spalatino-dalmata               | RNK Spalato                   | Hrvace             | 6–1             |               |
| Regione raguseo-narentana               | GOŠK Dubrovnik                | Neretvanac Opuzen  | 1–1 (5-3 dtr)   |               |

### Riepilogo
| 1ª Divisione 1.HNL | 2ª Divisione 2.HNL                                                                        | 3ª Divisione 3.HNL | 4ª Divisione 4.HNL | 5ª Divisione 1.ŽNL                                                                                  |
| --- | ----------------------------------------------------------------------------------------- | --- | --- | --------------------------------------------------------------------------------------------------- |
| Ai sedicesimi: Dinamo Zagabria Hajduk Spalato Istria 1961 Lokomotiva Zagabria Osijek Rijeka Slaven Belupo NK Zagabria Zara Dal turno preliminare: RNK Spalato | Ai sedicesimi: Cibalia Inter Zaprešić Pomorac Dal turno preliminare: Bistra Lučko Segesta | Ai sedicesimi: Sebenico Varaždin Zagora Unešić Dal turno preliminare: BSK Bijelo Brdo GOŠK Dubrovnik Međimurje Mladost Antin Mladost Ždralovi Novigrad Oriolik Oriovac Podravina Ludbreg Stupnik Slavonija Požega | Ai sedicesimi: Vinogradar Dal turno preliminare: Croatia Grabrovnica Funtana Lekenik Mladost Cernik Ogulin Opatija Plitvica Gojanec Podravac Virje Ponikve Radoboj Suhopolje Vuteks Sloga Zrinski Jurjevac | Dal turno preliminare: Borac Imbriovec Croatia Lički Osik Mladost Palinovec Primorac Biograd Vodice |
| non ammesse: |                                                                                           | | | |
| - | Dugopolje HNK Gorica Hrvatski dragovoljac Imotski Rudeš Zagabria NK Sesvete               | le altre 37 squadre | le altre 66 squadre | le altre 257 squadre                                                                                |

### Calendario
| Turno                | Data                          | Numero gare | Squadre | Entrano in questo turno                                                |
| -------------------- | ----------------------------- | ----------- | ------- | ---------------------------------------------------------------------- |
| Turno preliminare    | 27 agosto 2014                | 16          | 48 → 32 | Vincitrici delle 21 coppe regionali 11 finaliste delle coppe regionali |
| Sedicesimi di finale | 24 settembre 2014             | 16          | 32 → 16 | Le migliori 16 del ranking                                             |
| Ottavi di finale     | 29 ottobre 2014               | 8           | 16 → 8  | Nessuna                                                                |
| Quarti di finale     | 11 febbraio 2015 4 marzo 2015 | 8           | 8 → 4   | Nessuna                                                                |
| Semifinali           | 8 aprile 2015 22 aprile 2015  | 4           | 4 → 2   | Nessuna                                                                |
| Finale               | 20 maggio 2015                | 1           | 2 → 1   | Nessuna                                                                |

## Turno preliminare
Il sorteggio si è tenuto il 1º agosto 2013. La gara Vuteks Sloga–Mladost Cernik è iniziata con 40 minuti di ritardo per un guasto al bus della squadra ospite.
| Squadra 1        | Risultato   | Squadra 2           |
| ---------------- | ----------- | ------------------- |
| 26 agosto 2014   |             |                     |
| Lekenik          | 2 – 1 (dts) | Stupnik             |
| 27 agosto 2014   |             |                     |
| Vuteks Sloga     | 3 – 0 (dts) | Mladost Cernik      |
| Plitvica Gojanec | 1 – 7       | Bistra              |
| Segesta          | 3 – 1       | Mladost Ždralovi    |
| Lučko            | 0 – 1       | Novigrad            |
| Mladost Antin    | 4 – 1       | Mladost Palinovec   |
| Slavonija Požega | 8 – 0       | Croatia Lički Osik  |
| Ponikve          | 4 – 1 (dts) | Radoboj             |
| Funtana          | 2 – 0       | Podravina Ludbreg   |
| Zrinski Jurjevac | 4 – 0       | Ogulin              |
| BSK Bijelo Brdo  | 4 – 0       | Vodice              |
| GOŠK Dubrovnik   | 3 – 0       | Suhopolje           |
| Primorac Biograd | 0 – 1       | Međimurje           |
| Opatija          | 3 – 2       | Borac Imbriovec     |
| Podravac Virje   | 3 – 2 (dts) | Oriolik Oriovac     |
| 3 settembre 2014 |             |                     |
| RNK Spalato      | 1 – 0       | Croatia Grabrovnica |

## Sedicesimi di finale
Gli accoppiamenti vengono eseguiti automaticamente attraverso il ranking del momento (32ª–1ª, 31ª–2ª, 30ª–3ª, etc) e sono stati resi noti il 4 settembre 2014. La graduatoria è la seguente: 1-Dinamo, 2-Hajduk, 3-Rijeka, 4-Osijek, 5-Slaven Belupo, 6-Varaždin, 7-Cibalia, 8-Šibenik, 9-Istra 1961, 10-Zagreb, 11-Lokomotiva, 12-Inter Zaprešić, 13-Zadar, 14-Pomorac, 15-Vinogradar, 16-Split, 17-Segesta, 18-Međimurje, 19-GOŠK, 20-Zagora, 21-Novigrad, 22-BSK, 23-Opatija, 24-Slavonija, 25-Podravac, 26-Bistra, 27-Mladost (Antin), 28-Zrinski, 29-Vuteks Sloga, 30-Lekenik, 31-Funtana i 32-Ponikve.

La gara fra Lekenik e Rijeka era in programma il 24 settembre alle ore 15:30 a Lekenik, ma è stata rinviata a causa del campo inadatto alla partita. I club hanno deciso di giocare la partita al Gradski stadion di Sisak il 15 ottobre.
| Squadra 1         | Risultato             | Squadra 2           |
| ----------------- | --------------------- | ------------------- |
| 23 settembre 2014 |                       |                     |
| BSK Bijelo Brdo   | 2 – 5                 | Lokomotiva Zagabria |
| 24 settembre 2014 |                       |                     |
| Ponikve           | 1 – 2                 | Dinamo Zagabria     |
| Funtana           | 0 – 2                 | Hajduk Spalato      |
| Vuteks Sloga      | 0 – 3                 | Osijek              |
| Zrinski Jurjevac  | 1 – 5                 | Slaven Belupo       |
| Mladost Antin     | 0 – 1                 | Varaždin            |
| Bistra            | 0 – 2                 | Cibalia             |
| Podravac Virje    | 1 – 3                 | Sebenico            |
| Slavonija Požega  | 2 – 3                 | Istria 1961         |
| Opatija           | 3 – 3 (dts) (6-5 dtr) | NK Zagabria         |
| Novigrad          | 2 – 0                 | Inter Zaprešić      |
| Zagora Unešić     | 1 – 5                 | Zara                |
| GOŠK Dubrovnik    | 7 – 0                 | Pomorac             |
| Međimurje         | 0 – 2                 | Vinogradar          |
| Segesta           | 0 – 2                 | RNK Spalato         |
| 15 ottobre 2014   |                       |                     |
| Lekenik           | 2 – 4                 | Rijeka              |

## Ottavi di finale
Gli accoppiamenti vengono eseguiti automaticamente attraverso il ranking del momento (16ª–1ª, 15ª–2ª, 14ª–3ª, etc) e sono stati resi noti il 16 ottobre 2014.

| Squadra 1           | Risultato   | Squadra 2       |
| ------------------- | ----------- | --------------- |
| 28 ottobre 2014     |             |                 |
| Istria 1961         | 2 – 0       | Sebenico        |
| 29 ottobre 2014     |             |                 |
| Opatija             | 2 – 4 (dts) | Dinamo Zagabria |
| Novigrad            | 2 – 3       | Hajduk Spalato  |
| GOŠK Dubrovnik      | 0 – 3       | Rijeka          |
| RNK Spalato         | 2 – 0       | Osijek          |
| Vinogradar          | 3 – 0       | Slaven Belupo   |
| Zara                | 5 – 1       | Varaždin        |
| Lokomotiva Zagabria | 3 – 2       | Cibalia         |

## Quarti di finale
Gli abbinamenti sono stati eseguiti tramite sorteggio il 4 novembre 2014.

La gara di ritorno fra Zara e RNK Spalato è stata rinviata al 18 marzo per campo allagato dalla pioggia.
| Squadra 1   | Totale | Squadra 2           | Andata     | Ritorno    |
| ----------- | ------ | ------------------- | ---------- | ---------- |
|             |        |                     | 11.02.2015 | 04.03.2015 |
| Vinogradar  | 0 – 3  | Hajduk Spalato      | 0 – 3      | 0 – 3      |
| Istria 1961 | 0 – 4  | Dinamo Zagabria     | 0 – 1      | 0 – 3      |
| Rijeka      | 8 – 1  | Lokomotiva Zagabria | 4 – 1      | 4 – 0      |
| RNK Spalato | 5 – 1  | Zara                | 1 – 0      | 4 – 1      |

## Semifinali
Gli abbinamenti sono stati eseguiti tramite sorteggio il 6 marzo 2015.

| Squadra 1       | Totale | Squadra 2   | Andata     | Ritorno    |
| --------------- | ------ | ----------- | ---------- | ---------- |
|                 |        |             | 08.04.2015 | 22.04.2015 |
| Dinamo Zagabria | 2 – 1  | Rijeka      | 2 – 1      | 0 – 0      |
| Hajduk Spalato  | 1 – 2  | RNK Spalato | 1 – 1      | 0 – 1      |

## Finale
La sede della finale è stata designata tramite sorteggio.
| Arbitro: | Bebek (Fiume) |

|                                   |                      |                              |
| Henríquez Taravel Pivarić Machado | Tiri di rigore 4 – 2 | Bagarić Rog Blagojević Mršić |

| Dinamo | Split |

|                 |    |                  |  |      |
|                 |    |                  |  |      |
| P               | 1  | Antonio Ježina   |  |      |
| D               | 5  | Jozo Šimunović   |  |      |
| D               | 6  | Ivo Pinto        |  |      |
| D               | 19 | Josip Pivarić    |  |      |
| D               | 22 | Leonardo Sigali  |  | 52’  |
| C               | 8  | Marko Pjaca      |  |      |
| C               | 10 | Paulo Machado    |  |      |
| C               | 16 | Arijan Ademi     |  |      |
| C               | 24 | Ante Ćorić       |  | 65’  |
| A               | 2  | Hillal Soudani   |  | 106’ |
| A               | 9  | Ángelo Henríquez |  |      |
| A disposizione: |    |                  |  |      |
| D               | 87 | Jérémy Taravel   |  | 52’  |
| A               | 31 | Junior Fernándes |  | 65’  |
| C               | 18 | Domagoj Pavičić  |  | 106’ |
| Allenatore:     |    |                  |  |      |
| Zoran Mamić     |    |                  |  |      |

|                 |             |                   |      |       |
|                 |             |                   |      |       |
| P               | 12          | Danijel Zagorac   |      |       |
| D               | 3           | Denis Glavina     |      | 89’   |
| D               | 5           | Branko Vrgoč      |      |       |
| D               | 13          | Chung Woon        |      | 90+3’ |
| D               | 19          | Tomislav Barbarić |      |       |
| D               | 26          | Nino Galović      | 94’  |       |
| C               | 10          | Ante Erceg        |      |       |
| C               | 17          | Marko Rog         |      |       |
| C               | 24          | Miloš Vidović     |      |       |
| C               | 77          | Slavko Blagojević |      |       |
| A               | 99          | Sokol Cikalleshi  |      | 97’   |
| A disposizione: |             |                   |      |       |
| D               | 25          | Dario Rugašević   |      | 89’   |
| C               | 8           | Antonio Mršić     |      | 90+3’ |
| D               | 4           | Ante Majstorović  |      | 97’   |
| Allenatore:     |             |                   |      |       |
| Zoran Vulić     | Zoran Vulić | Zoran Vulić       | 105' |       |

## Marcatori
| Pos. | Giocatore          | Squadra          | Reti |
| ---- | ------------------ | ---------------- | ---- |
| 1    | Ángelo Henríquez   | Dinamo           | 6    |
| 2    | Anton Maglica      | Hajduk           | 4    |
| 3    | Marko Blašković    | BSK Bijelo Brdo  | 3    |
| 3    | Sokol Cikalleshi   | RNK Spalato      | 3    |
| 3    | Ivan Jakešević     | Slavonija Požega | 3    |
| 3    | Marko Lešković     | Rijeka           | 3    |
| 3    | Antonio Mršić      | RNK Spalato      | 3    |
| 3    | Jakov Puljić       | Cibalia          | 3    |
| 3    | Theophilus Solomon | Zara             | 3    |
| 3    | Domagoj Veraja     | GOŠK Dubrovnik   | 3    |